# Chinchonismo

Fórmula molecular da quinina. Quinino é um sulfato de quinina.

O chinchonismo acontece pela intoxicação por quinina que é uma síndrome muito parecida com o salicilismo que se produz pela intoxicação por aspirina. A quinina se extrai da árvore Chinchona, daí o nome da doença.

## Causa
A quinina é um alcaloide antipirético natural cristalino formando um pó branco, sem cheiro e de sabor amargo. É utilizada no tratamento de malária e arritmia cardíaca. Também é utilizada como flavorizante da água tônica e por sua fluorescência.

## Sinais e sintomas
A síndrome do chinchonismo se caracteriza por causar:
- Deficiência visual
- Deficiência auditiva
- Deficiência gastrointestinal
- Deficiência sanguínea e
- Protuberâncias na cabeça do paciente.

Em especial, a sintomatologia desta doença causa: 
- Zumbidos,
- Audição abafada,
- Cefaleia (dor de cabeça);
- Náuseas
- Distúrbios visuais e;
- Desorientação.

A quinina é contra-indicada em casos de bradiarritmias e depressão do sistema nervoso central (SNC) e o seu ataque no SNC é a origem desta doença, caracterizando-a como uma doença do Sistema Nervoso Central.